# Zannablù
Zannablù è un fumetto scritto e disegnato da Stefano Bonfanti e Barbara Barbieri – meglio noti come Dentiblù – e pubblicato a partire dal 2000, prima come autoproduzione, quindi dalla casa editrice Dentiblù. Ne sono stati pubblicati finora quaranta numeri, ventidue dei quali sono parodie di libri o film.
È un fumetto umoristico, con animali antropomorfi come personaggi; il protagonista è un giovane cinghiale con le zanne blu cobalto, chiamato appunto Zannablù, che vive in un mondo abitato principalmente da suini.

## Il mondo di Zannablù
Il mondo in cui è ambientato il fumetto è popolato principalmente da tre specie: maiali, cinghiali e porcospini.
I maiali sono i detentori del potere politico, infatti sono la sola specie ad avere rappresentanti in Parlamento, e disprezzano apertamente i cinghiali, che ritengono rozzi ed ignoranti.
I cinghiali vivono in campagna e sono soprattutto contadini. Rustici, ingenui ed ottusi al limite dell'incredibile, diffidano istintivamente dei maiali che li governano, ma non hanno la cultura necessaria ad assumere autonomia politica.
I porcospini sono una parodia dei giapponesi, con occhi a mandorla e denti sporgenti. Seguono un'etica samurai incentrata sull'onore. Nella città dei maiali sono una minoranza etnica, ma la maggior parte della loro comunità – molto più numerosa di quelle dei maiali e dei cinghiali – vive autonomamente nel bosco di Chissaddove. Sono disegnati con il naso a grugno, come se fossero anche loro dei suini.

## Personaggi

### Cinghiali
- Zannablù: Il protagonista del fumetto si distingue dai suoi simili a causa del colore delle sue zanne, ma anche per essere più intraprendente e meno passivo di fronte alle avversità (anche se non più intelligente). Per queste sue caratteristiche si trova sempre coinvolto in situazioni pericolose nelle quali non capisce nulla di quello che accade, o non gliene importa.
- Padre Salvatore: Prete della comunità dei cinghiali, un tempo esempio di bontà e compassione, dopo un incidente che l'ha tenuto in coma per diversi anni si è risvegliato cinico, amorale e senza scrupoli. Dopo il risveglio, privo di memoria, si è messo a fare il sicario, quindi è tornato al suo vecchio lavoro, ma senza smettere di gestire affari loschi. Ha un solo occhio ed una sola zanna, sempre a causa dell'incidente.
- Ben: Un cinghiale che porta due lenti sugli occhi (forse occhiali, ma non c'è montatura). Svolge il ruolo di mentore di Zannablù nel fumetto, tant'è vero che nelle parodie ricopre quasi sempre il ruolo di maestro: per esempio sostituisce Gandalf nella parodia de Il Signore degli Anelli ed Obi-Wan Kenobi in quella di Guerre stellari.
- Onion: Uno dei migliori amici di Zannablù, un cinghiale con gli incisivi sporgenti che porta sempre il papillon.

### Maiali
- Giotto: Maiale, politico ambizioso ed arrivista, che non si ferma davanti a nulla, pur di fare carriera. Considera l'omicidio l'unica soluzione a gran parte dei suoi problemi. Odia i cinghiali, che sogna di ridurre in schiavitù; è in rapporti particolarmente tesi con Zannablù, con cui si è scontrato più volte. Biondo e mal raso, ha sempre un mozzicone di sigaretta in bocca. Nelle parodie costituisce spesso l'antagonista principale, per esempio, prende il posto del capo dei cavalieri neri del Il Signore degli Anelli.
- Maiale Pazzo: È l'unico vero e proprio amico di Zannablù tra i maiali, grazie al suo carattere eccentrico ed anticonformista che gli permette di vedere oltre i pregiudizi dei suoi simili. Ride sempre, trova divertente qualsiasi cosa, persino quando è in pericolo di vita; mostra un'incoscienza preoccupante ed ama entrare in scena dall'alto, ad esempio scendendo dal camino o calandosi da una trave. Nonostante questo, è più intelligente di quanto sembri. Ha i capelli arruffati, gli occhi spesso a girandola e la lingua fuori dalla bocca. Indossa sempre una cravatta.
- Il presidente del Parlamento: L'anziano capo dei maiali, nonché padre del Maiale Pazzo, è uno dei pochi a rispettare i cinghiali e a richiedere per loro la parità.
- Giacomino: Un maialino a cui Zannablù si è trovato a fare da babysitter più volte.
- Il Dottor Dottore: Il serissimo e scrupoloso dietologo di Zannablù. Il personaggio nacque inizialmente come protagonista dell'omonimo webcomic spin-off pubblicato sulla pagina Facebook della serie, per poi apparire per la prima volta nel fumetto regolare nell'albo Un Mercoledì da Ciccioni - La Ballata del Dottor Dottore.

## Il dialetto cinghialese
Una delle caratteristiche più famose del fumetto è che i cinghiali parlano un dialetto tutto loro: il cinghialese (o cignalese, come essi lo chiamano). Le sue caratteristiche principali sono:
- Uso di arcaismi (prosperitade = prosperità) e persino parole latine (ego = io, ante = prima)
- Inversioni di suoni all'interno delle parole (bazzerletta = barzelletta, inchedribile = incredibile)
- Sostituzioni di lettere con altre, specialmente della "v" con la "b" e della "i" con la "l" (debo = devo, platto = piatto)
- Abbreviazioni (lu' = lui)
- Costrutti bizzarri dei verbi, soprattutto di quelli irregolari (abbio = ho, ando = vado) e nel caso participio passato (ucciduto = ucciso)
- Le parole che finiscono in –ale vengono fatte finire in –abile (generabile = generale).

## Umorismo
L'umorismo della serie è paradossale, demenziale, a volte grottesco.
Molte gag sono basate sull'iperbole (soprattutto quelle che riguardano la stupidità dei cinghiali); sull'equivoco, spesso dovuto anche questo alla scarsa intelligenza dei protagonisti; sul creare delle aspettative nel lettore per poi tradirle. Il protagonista sembra spesso non avere idea di come dovrebbe comportarsi nella situazione in cui si trova, e d'altra parte i suoi compagni raramente sono in grado di correggerlo, o i suoi nemici di trarre vantaggio dalla sua incapacità.
Una delle battute che ricorre più spesso è la frase scemo chi legge, inserita a sorpresa nello sfondo delle vignette e visibile solo ad un esame più attento. Il modo in cui sono disegnate le zampe dei personaggi, apparentemente staccate dal corpo e fluttuanti a poca distanza da esso, è un'altra fonte di battute ricorrenti: quando uno dei personaggi parla di ginocchia o gomiti ce n'è sempre un altro che dice di non sapere cosa siano.
Nei primi numeri un altro elemento ricorrente erano costanti frecciatine rivolte verso Mino Reitano: la gag è stata mandata tuttavia in pensione dopo la sua morte.

## Numeri pubblicati

### Zannablù Classic
1. Zannablù e il segreto della besciamella
2. Zannablù e il manoscritto della Niù Eidg
3. Zannablù e la macchina dell'amore
4. Zannablù: per un grugno di dollari
5. Il signore dei porcelli
6. Zannablù nel favoloso mondo di Giucas Casella
7. Harry Porker
8. Zannablù: dal porcile con furore
9. Star Porks
10. Zannablù e il filtro dell'intelligenza
11. Kill Pig
12. Maiali dei Caraibi
13. Zannablù: mezzo fuoco di giorno
14. Spider-Mad - L'Incredibile Uomo Grugno
15. Zannablù e la notte del coccodrillo rampante
16. Indiana Porks
17. Zannablù e il cimitero del vampiro mannaro
18. Ghostwürstels-Gli Acchiappamortacci
19. Zannablù e il coso venuto dallo spazio
20. Zannablù non deve morire

I primi due numeri erano sperimentali e la serie nella sua forma definitiva è iniziata con il numero 3. Poiché i primi due numeri avevano un formato diverso da quello dei successivi sono i soli che non siano mai stati ristampati una volta esauriti, così che oggi sono introvabili. Nel 2010 è uscito "Zannablù e il segreto della besciamella - Anniversary Edition", un remake del primo numero che include anche la versione originale (seppur in formato microscopico, con 9 tavole in ogni pagina). L'albo è numerato 1 e quindi va a sostituire la versione originale nella numerazione della serie. Un remake simile per Il manoscritto della Niu Eidg non è stato tuttavia mai preso in considerazione.

### Zannini
1. Piglight
2. Dr. Hotdog
3. Awater
4. Dragonpork
5. Iron Pork
6. Maialost

Gli Zannini sono storie più brevi in formato ridotto rispetto agli albi regolari. Inizialmente i primi 4 numeri della serie uscirono separatamente, in seguito insieme agli ultimi due numeri della raccolta uscì anche il cofanetto con tutti e 6 gli albi inclusi.

### Zannini Horror
1. Cow - L'Enigmucca
2. L'alba dei Porci Viventi
3. Suini Tond: Il Diabolico Barbiere di Pig Street
4. Shinepig
5. Nightpork

A differenza della serie precedente, gli Zannini Horror uscirono solamente in cofanetto.

### Zannablù Color
1. Le cronache del Porcomondo I - I Mayali dell'Aporcalisse
2. Le cronache del Porcomondo II - Gli Ammazzatori del Tempo
3. Il Trono di Spiedi
4. Le cronache del Porcomondo III - La Minaccia dal Pianeta Minaccione
5. Grassassin's Pig
6. Stranger Pigs
7. Un Mercoledì da Ciccioni - La Ballata del Dottor Dottore
8. Le cronache del Porcomondo IV - Il Nonno del Paradosso
9. Eat
10. The Porking Dead (ristampa a colori del volume pubblicato in precedenza dalla Star Comics)
11. Zannengers - Ham Game

A partire dal 2012, gli albi di Zannablù sono non più in bianco e nero ma a colori. Da qui in poi la serie è indicata come Zannablù Color, e gli albi precedenti vengono ribattezzati Zannablù Classic di conseguenza. Nel 2017, dopo l'uscita del quarto e ultimo capitolo, la serie Le cronache del Porcomondo diventa disponibile anche in cofanetto.

### Zannablù Special
1. Le fiabe deficienti di Zannablù

### Zannablù Gold
1. Harry Porker...e il segreto della besciamella
2. Il signore dei porcelli... e Zannablù non deve morire
3. Star Porks... e il coso venuto dallo spazio
4. Ghostwürstels-Gli Acchiappamortacci... e il cimitero del vampiro mannaro
5. Maiali dei Caraibi... e Mezzo Fuoco di Giorno

Zannablù Gold è una serie di ristampe delle storie della collana Zannablù Classic raccolte in albi da 2 e colorate. La versione de Il signore dei porcelli inclusa del secondo volume è in realtà una versione ridisegnata della storia originale. Un'altra modifica è presente nella riedizione di Harry Porker presente nel primo volume, dove l'unica battuta pronunciata dal personaggio di Renato Python viene alterata per rendere più chiaro come il personaggio sia allo stesso tempo parodia di Severus Piton e Renato Zero.

### Altre pubblicazioni
1. The Porking Dead (Pubblicato da Star Comics)

## Edizioni estere
Nel 2007, al San Diego Comic-Con vengono fatte uscire delle versioni in Inglese di quattro volumi della serie come pilota: si tratta di Harry Porker, Spider-Mad - L'Incredibile Uomo Grugno (Hamazing Spider-Mad), Maiali dei Caraibi (Pigsty of the Caribbean) e Star Porks. Il retro delle copertine annunciano anche edizioni tradotte di Kill Pig e Il signore dei porcelli (Lord of the Pigs), che tuttavia non saranno mai realizzate.

## Altre produzioni
Nel 2011 esce una serie di 10 accendini da collezione dedicati a Il signore dei porcelli, raffiguranti sia personaggi apparsi effettivamente nel fumetto (Gandolfo lo stregone, Follum il maiale pazzo, Pauron il signore di Porkor e il Nazpig) che altri creati appositamente (Ham e Padron Frode, Arapork detto Grancasso, Legolard l'elfo di Granbuzzone, Brontolo il re dei nani, Gabriell la maiala del bosco e Sarumaial della torre di Pisengard).
Nel 2013 vengono creati gli Zannacubes, serie di paper toys raffiguranti Zannablù, Giotto, il Maiale Pazzo e Gandolfo (la parodia di Gandalf vista ne Il signore dei porcelli).
Nel 2014, insieme all'albo Il Trono di Spiedi, esce il gioco di carte Il Trono di Spiedi - The Game.
Nel 2018, i Raggi Fotonici compongono Zannablù - La Canzone Ufficiale, sigla dedicata al fumetto il cui CD viene venduto a Lucca Comics & Games quell'anno.